# Nuada kardja
Az ír mitológiában a Claíomh Solais (korábbi helyesírással An Claidheamh Soluis, A Fény Kardja) Goriasból származott, és Nuada Airgeadlámh („Ezüstkezű Nuada”, a legendabeli Tuatha Dé Danann nép vezetője, ír nagykirály) tulajdona volt.
A legenda szerint a kard ellenállhatatlan volt, és ellenségeit kétfelé vágta. A Tuatha Dé Danann Danu istennő népe volt, akik eredetileg a Duna folyónál laktak, de később az Északi szigetekre (Northern Isles) vándoroltak, melynek városaiban mágiát tanultak és ahonnét ajándékokat hoztak.
A kard egyike az írek négy legendás kincsének. A másik három a Lia Fáil, a Végzet Köve, Lugh lándzsája és a Dagda üstje.